# Gliese 58
Gliese 58 is een hoofdreeksster van het type G, gelegen in het sterrenbeeld Beeldhouwer op 134 lichtjaar van de Zon. De ster heeft een baansnelheid rond het galactisch centrum van 116,3 km/s.